# Tamiász
A tamiászok ("kincstárnokok") az ókori Athén fő gazdasági tisztségviselői voltak, akik az állam pénzügyeiért feleltek.
Szolón idején minden phyléből két tamiászt választottak vagy sorsoltak, azaz összesen nyolcat. Kleiszthenész reformjai után minden új phülé egy évre választhatott egy tamiászt – azaz számuk tízre nőtt – ,kizárólag a legfelső osztály tagjai, az ötszázmérősök közül. Az akkoriban egyre több tisztségviselőre vonatkozó sorsolás helyett tényleges választással kerültek pozícióba, hogy a pénzügyekhez ténylegesen értő ember viselhesse csak a tisztséget. Ezért választották őket a leggazdagabbak közül.
I. e. 434-től egy másik tízfős tamiaszi testület is létezett a többi isten templomi javainak kezelésére..
A Déloszi Szövetség megalakulása után a szövetség pénzügyeinek kezelésére hellénotamiászokat választottak, belőlük is phylénként egyet. Először i. e. 453-ban említik őket és a testület a vereséggel végződő peloponnészoszi háború végén i. e. 404-ben szűnt meg.